# Ханс Мемлинг
Ханс Мемлинг (хол. Hans Memling; Зелигенштат, 1430 — Бриж, 1494) је био фламански сликар немачког порекла чија је уметност осликавала Бриж у периоду политичког и трговачког опадања.
Мемлинг је био готички сликар 15. века, и припадао је групи која је радила у последњој трећини 15. и почетку 16. века.
Не зна се много о животу овог сликара. Вероватно немачког порекла, своја сликарска знања је стекао у некој сликарској радионици у билизини Рајне или Келна. Документована је његова присутност у Бриселу 1465. године и у Брижу 1466. Такође се зна да је 1467. године ушао у удружење сликара из Брижа.
Био је ученик Рохира ван дер Вејдена. Био је веома популаран сликар који је стекао велико богатство захваљујући свом уметничком раду, јер је добијао поруџбине из других земаља широм Европе. Зна се да је био један од омиљених сликара кастиљанске краљице Изабеле Католичке.

Петокрилни олтар у Либеку (Немачка)